# 友谊林公园
31°32′28″N 120°21′27″E / 31.54103°N 120.35747°E
友谊林公园，位于中华人民共和国江苏省无锡市新吴区长江路，是无锡的一个公立公园。

## 沿革
1998年，无锡市投入专门投资400万元建立无锡新区友谊林公园，是无锡新区建成的第一个大型公共绿地，园区建成区绿化覆盖率35.8%。1999年5月8日，免费开园，占地面积1.5万平方米。公园内的树林由园区内外资企业认种认养并塑以铜牌名称，作为友谊的象征。

## 图库

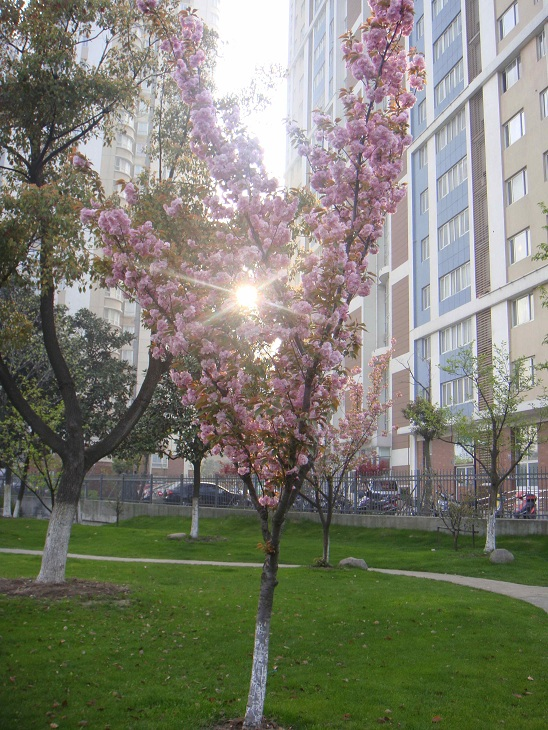
无锡友谊林公园
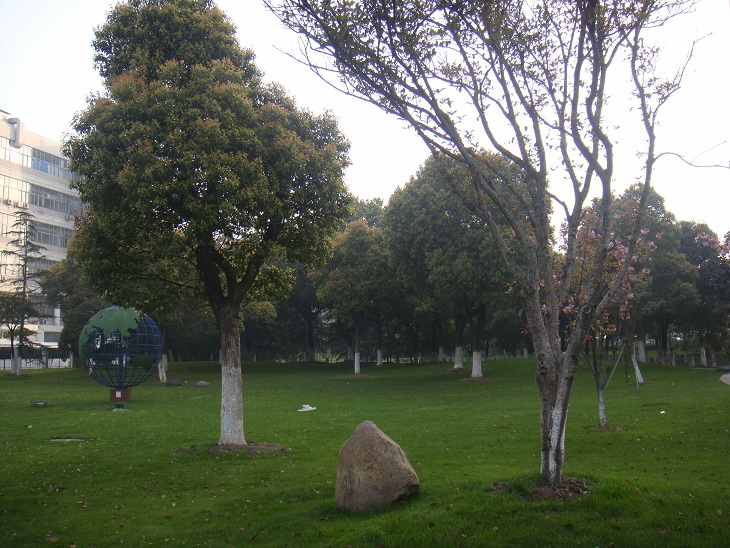
无锡友谊林公园